# Феррарио, Рино
Рино Феррарио (итал. Rino Ferrario; 7 декабря 1926, Альбьате, Ломбардия — 19 сентября 2012, Турин) — итальянский футболист, полузащитник. Прежде всего известен выступлениями за «Ювентус», в составе которого дважды становился чемпионом Италии, а также национальную сборную Италии.

## Клубная карьера
Воспитанник футбольной школы клуба «О Лиссоне». Во взрослом футболе дебютировал в 1947 году выступлениями за команду клуба «Ареццо», в которой провёл два сезона, приняв участие в 46 матчах чемпионата. В течение 1949—1950 годов защищал цвета команды клуба «Луккезе-Либертас».
Своей игрой привлёк внимание представителей тренерского штаба «Ювентуса», к составу которого присоединился в 1950 году. Сыграл за «старую синьору» следующие пять сезонов. За это время завоевал титул чемпиона Италии.
Впоследствии с 1955 по 1957 год играл в составе команд клубов «Интер» и «Триестина». В 1957 вернулся в «Ювентус», по результатам первого же сезона после возвращения в Турин завоевал свой второй титул чемпиона Италии.
Завершил профессиональную игровую карьеру в клубе «Торино», за команду которого выступал в течение 1959—1961 годов.

## Выступление за сборную
В 1952 году дебютировал в официальных матчах в составе национальной сборной Италии. На протяжении карьеры в национальной команде, которая длилась 7 лет, провёл в форме главной команды страны 10 матчей. В составе сборной был участником Чемпионата мира по футболу 1954 в Швейцарии.
В 1953 году защищал цвета второй сборной Италии, в составе которой провёл один матч.